# Університет Балларата
Університет Балларата – вищий навчальний заклад, розміщений у місті Балларат, Вікторія, Австралія. Його було утворено 1994 року відповідно до постанови парламенту штату Вікторія на базі Коледжу Балларата. 
У 2008 році в університеті навчалось 25,810 студентів. 

## Кампуси
Університет має 6 кампусів: три у Балларті та по одному в Арараті, Горшемі та Стовеллі.

### Балларат
- Кампус Кемп Стріт
- Кампус SMB
  - Школа SMB
    - Академія мистецтв
    - Школа точних наук
    - Школа бізнесу
    - Школа гуманітарних наук
    - Школа виробничих наук

  - Центр технічної освіти UB
    - UBTec

### Кампуси західної Вікторії
- Арарат
- Горшем
- Стовелл

## Видатні випускники
- Джек Адам – інженер, випускник 1905 року (технічна школа Балларата)
- Стів Брекс – колишній голова уряду Вікторії
- Бред МакІвен – спортивний журналіст
- Ліббі Таннер - акторка